# Llorenç Passoles
Llorenç Passoles († 1683) fue un ceramista y escudillero catalán activo durante el siglo XVII, probablemente el más importante de los ceramistas catalanes del Barroco. 

## Biografía
Perteneciente a una familia de escudilleros barceloneses, era nieto del escudillero y jarrero Rafael Passoles e hijo de Miquel Passoles y de Paula. Su hijo Pau también siguió el oficio familiar.
Tenía la casa y el taller en la calle de Escudellers de Barcelona y consta que en 1631 se casó con Eulàlia Tàsies y, posteriormente, en segundas nupcias, con Maria Ferrer. 
Ejerció varios cargos dentro de la cofradía de los maestros escudilleros de Barcelona.

## Obras destacadas
- Plafones de la vida de san Pablo que decoran el vestíbulo de la Casa de Convalecencia anexa al Hospital de la Santa Cruz
- Plafones del claustro del convento de San Francisco de Terrassa
- Plafones de la capilla del Rosario de Valls (atribuidos)
- Frontal de altar de la iglesia de Santa María de Palau-solità (firmado)
- Plafones del Museo Diocesano de Tarragona procedentes de Sant Martí de Maldà (atribuidos)
- Frontales de altar del Museo Episcopal de Vic y del Museo Municipal Vicenç Ros de Martorell (atribuidos)